# 平窝乡
平窝乡，是中华人民共和国四川省资阳市简阳市曾经下辖的一个乡。2019年12月，撤销平窝乡，将其所属行政区域划归石钟镇管辖。

## 行政区划
平窝乡撤销前下辖以下地区：
丁家村、古佛庵村、观音寺村、何家棚村、火烧庙村、庙山村、炮楼村、狮子桥村、酸枣村和郑家楼村。